# Slocum (Mondkrater)
Slocum ist ein kleiner Einschlagkrater am Ostrand der Mondvorderseite im Osten der Ebene des Mare Smythii, nordöstlich des Kraters Warner und südöstlich von Runge. Der Krater ist sehr flach, da das Innere mit den Laven des Mare geflutet wurde.
Der Krater wurde 1976 von der IAU nach dem US-amerikanischen Astronomen Frederick Slocum offiziell benannt.